# Cankili II
Cankili II (Tàmil: சங்கிலி குமாரன்) (mort 1623) fou el darrer rei del regne de Jaffna, un usurpador que va arribar a tron amb una massacre a palau de la princesa reial i el regent Arasakesari el 1617. El seu govern fou refusat pels portuguesos colonialistes de Colombo. El seu regnat va ser assegurat amb forces militars dels nayaks de Thanjavur (Tanjore) i corsaris malabaris. Va ser derrotat pels portuguesos el 1619 i va ser portat a Goa i penjat. Amb la seva mort la dinastia Aryacakravarti que havia governat el regne per més de 300 anys van arribar al final.

## Accions
Amb la mort de Ethirimana Cinkam el 1616, hi hi havia tres pretendents al tron. Un era Cankili II, un nebot del rei. L'altre pretendent era el fill jove del rei, Dom Constantino, i un grup de mudaliyars pro-portuguesos. Finalment Cankili II esdevingué rei sota el nom de Segarasasekaran VIII (1617–1619) a través d'una massacre de palau. No va ser capaç d'aconseguir el placet de les autoritats portugueses de Mannar o de Colombo per al seu govern a causa de l'oposició que tenia dels mudaliyars portuguesos; llavors va demanar al rei Raghunatha Nayak de enviar ajuda militar i va permetre als corsaris de Malabar utilitzar una base a Neduntivu que va plantejar una amenaça als navilis portuguesos que passaven a través de l'estret de Palk.

## Caiguda
Pel juny de 1619 hi va haver dues expedicions militars portugueses al regne de Jaffna: una expedició naval que fou rebutjada per Khem Nayak i els corsaris malabaris i una expedició per terra dirigida per Filipe de Oliveira i el seu exèrcit de 5000 homes, el qual va poder derrotar Cankili. Els soldats restants foren decapitats pels portuguesos, i Cankili ell va ser enviat a Goa i penjat. Els membres supervivents de la família reial foren també enviats a Goa i comminats per esdevenir monjos o monges en les ordres sagrades. La majoria va quedar obligada i va haver d'assolir el celibat el que va evitar la existència de posteriors pretendents al tron de Jaffna.